# 김윤배 (배우)
김윤배(1987년 9월 5일 ~ )은 대한민국의 배우이다.

## 드라마
- (2015년) (네이버TV) 《그녀는 200살》 ... 허동균 역
- (2017년) (네이버TV) 《홍익슈퍼》 ... 꼬붕 역 (본 작품의 중간 보스. 보스의 오른팔)
- (2017년) (KBS) 《마녀의 법정》 ... 동거인 역
- (2017년) (TvN) 《슬기로운 감빵생활》 ... 수감자 2 역
- (2018년) (JTBC) 《제3의 매력》
- (2019년) (SBS) 《열혈사제》
- (2020년) (SBS) 《편의점 샛별이》
- (2021년) (Netflix) 《킹덤: 아신전》 ... 집무실마당 군졸 1 역
- (2023년) (쿠팡플레이) 《소년시대》 ... 윤영호 역
- (2024년) (Netflix) 《살인자ㅇ난감》
- (2024년)~(2025년) (채널A) 《체크인 한양》 ... 방사선 역

## 영화
- (2013년) 《김치컬트》 (본작의 메인 주인공이자 진 최종 보스)
- (2014년) 《더슛》 ... 조감독 역
- (2015년) 《면허시험》 ... 정배 역
- (2017년) 《리얼》 ... 차이나타운 조폭 역
- (2017년) 《분장》 ... 오디션 배우들 역
- (2017년) 《범죄도시》 ... 흑룡파 조직원들 역
- (2017년) 《미옥》 ... 공명패밀리 2 역
- (2017년) 《격한멜로》 ... 윤배 역
- (2019년) 《극한직업》 ... 대구분점조직원 2 역
- (2019년) 《뺑반》 ... 공도남 1 역
- (2020년) 《런 보이 런》 ... 영기 역
- (2020년) 《메소드연기》 ... 거식증 환자 1 역
- (2021년) 《수색자》 ... 홍 중위 역
- (2021년) 《유체이탈자》 ... 전갈 역
- (2023년) 《익스트림 페스티벌》 ... 사회자 김멸치 역
- (2023년) 《비공식작전》 ... 공항 입국장 기자 역
- (2024년) 《시민덕희》 ... 협박팀 1 역
- (2024년) 《양치기》 ... 종호 역

## 공연
- (2015년) 《형제의 밤》 (키작은 소나무)
- (2015년) 《남자는 남자다》 (이해랑 예술극장)
- (2016년) 《조선의 뒷골목 - 인천》 (문학시어터)